# Hortensia innotata
Hortensia innotata är en insektsart som beskrevs av Walker 1851. Hortensia innotata ingår i släktet Hortensia och familjen dvärgstritar. Inga underarter finns listade i Catalogue of Life.